# 籠釣瓶花街酔醒

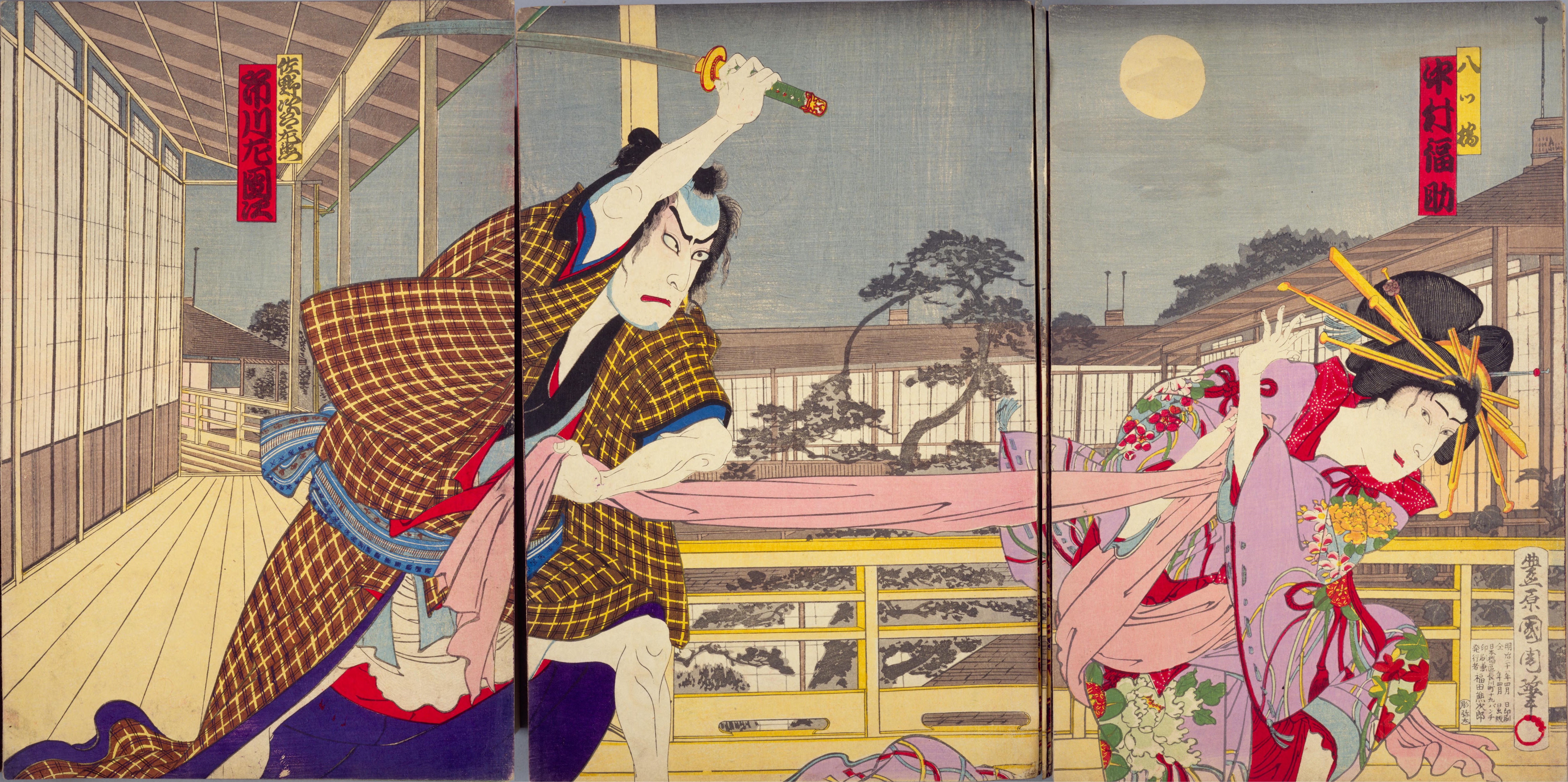
佐野次郎左衛門（初代市川左団次）八つ橋（四代目福助福助）豊原国周作

籠釣瓶花街酔醒（かごつるべ さとのえいざめ）は、歌舞伎の演目。通称「籠釣瓶」。

## 概要
江戸時代の享保年間に起きた「吉原百人斬り」事件をもとにした、三代目河竹新七（河竹黙阿弥の門人）の作。全8幕20場。1888年（明治21年）5月1日東京千歳座初演。
講釈を脚色したもので、全八幕の長い作品であるが、今日演じられるのは、五・六・八幕の一部である。
今日演じられる箇所のあらすじは、疱瘡（天然痘）で醜いあばた顔になった絹商人・佐野次郎左衛門が吉原の遊女・八ツ橋に一目惚れし、身請けしようとするものの、八ツ橋に愛想尽かしされてしまった為これを恨み、八ツ橋を斬り殺す、というものである。
なお、見受け話まで出ていたのに八ツ橋が愛想尽かししたのは、八ツ橋の養父の釣鐘権八が借金を断られた腹いせに、身請けの話を八ツ橋の間夫（情夫）である浪人・繁山栄之丞に伝えた事による。これを聞いた栄之丞が自分と分かれたくなければ愛想尽かしするようにと八ツ橋に迫ったのである。
本作の外題（タイトル）の「籠釣瓶」は、八つ橋を斬り殺した妖刀村正の名前で、籠で作った釣瓶のように「水も溜まらぬ切れ味」である事に因む。

## あらすじ
以下を参考にあらすじを述べる。
野州（下野国・現在の栃木県）佐野の豪農・次郎兵衛は遊女お清を妻に迎えるが、妻が病気（瘡毒）になったため捨てる。その後乞食になったお清と再会するも、お清との復縁を嫌がった次郎兵衛はお清を惨殺してしまう（序幕）。その祟りで次郎兵衛は死に、次郎兵衛と後妻との子・次郎左衛門は疱瘡（天然痘）に罹り一命は取り留めるも醜いあばた顔になる。
その後、次郎左衛門は金を奪われそうになったところを浪人都筑武助に助けられる（三幕目）。武助は病気になってしまうが、次郎左衛門は武助を家に招いて世話をし、そのお礼に「籠釣瓶」という刀を授かる（四幕目）。

### 五幕目：吉原夜櫻見初の場
佐野次郎左衛門は江戸に絹を売りに来たついでに下男の冶六とともに吉原を見物しにいく。いかにも田舎者のなりの2人は、吉原の客引きにあやうく騙されそうになるが、引手茶屋・立花屋の主人の長兵衛に助けられ、今日は帰るように諭される。
そこで二人が吉原を去って宿に向かおうとしたそのとき、遊女・八ツ橋の花魁道中に出くわし、その美しさに目を奪われる。そして（吉原仲之町に見立てられた花道の付け際から）八ツ橋に微笑みかけられた次郎左衛門は、八ツ橋に一目惚れし、
「宿に行くのは嫌になった」
とつぶやくのだった。
八ツ橋の微笑みと、茫然自失となり座り込む次郎左衛門との対比がこの場の見せ場である。

### 六幕目

#### 仲之町立花屋の場
所変わって吉原の引手茶屋・立花屋の店先では奉公人たちが次郎左衛門のうわさ話をしている。聞けば次郎左衛門は八ツ橋のもとに通いつめ、近々身請けをする話がまとまったのだという。
そこへ八ツ橋の養父・釣鐘権八が訪ねてきて、立花屋の主人・長兵衛に金を無心するが、あまり度々のことなので断わられてしまう。権八は「この返報覚えてろ」と捨てぜりふを残して去っていく。

#### 大音寺前浪宅の場
権八は金を借りられなかった腹いせに、八ツ橋の間夫である浪人・繁山栄之丞の家へ行き、栄之丞に次郎左衛門の身請けの話を暴露してしまう。八ツ橋の身請け話を潰す事で、立花屋に身請けの祝儀が入るのを邪魔しようという魂胆なのだ。
話を聞いた栄之丞は権八とともに八ツ橋のもとへ向かい、「今日、次郎左衛門に愛想尽かしをしなければ別れる」という趣旨の事を告げる。

#### 江戸町兵庫屋の場
一方、次郎左衛門は、商売仲間2人を連れて茶屋にあがり、芸者や幇間らも交えてにぎやかに酒宴をしている。そこへ遅れて顔を出した八ツ橋は
「わたしゃ身請けをされるのはもともと嫌でありんすから、お断り申します。どうぞこの後わたしのところに遊びに来て下さいますな」
と次郎左衛門に愛想尽かしをし、満座の中で恥をかかせる。
「花魁、そりゃ、ちと、そでなかろうぜ」
そう答える次郎左衛門であったが、八ツ橋は部屋を出ていき、商売仲間らも次郎左衛門を馬鹿にして行ってしまう。残された次郎左衛門は八ツ橋のことはあきらめたのか
「振られて帰る果報者とはわしらのことでございましょう」
と長兵衛と女房に向かって寂しげにつぶやいて故郷へと帰ってゆく。

### 七幕目：佐野勘兵衛内の場
この幕は現行の上演では省略される。
次郎左衛門は一旦故郷に帰り、兄・勘兵衛のもとに赴く。次郎左衛門は兄に「都筑武助から習った剣術をみとめられ、西国で武士に取り立てられたので別れを言いに来た」という趣旨の嘘をつき、田畑を兄に譲り渡したり、冶六を結婚させたりといった後始末をし、籠釣瓶を手に取り去っていく。

### 八幕目
八幕目では「仲之町立花屋の場」と「江戸町兵庫屋の場」が回り舞台で交互に演じられる。ただし現行の上演では「江戸町兵庫屋の場」が省略されるため、回り舞台は使わない。

#### 仲之町立花屋の場
この場は現行の上演では省略される。
年の暮れ、立花屋の面々が次郎左衛門の噂をしている。ちょうどそのとき、次郎左衛門が久しぶりに立花屋に顔を見せ、八ツ橋と会いたいのだと伝える。

#### 江戸町兵庫屋の場
この場は現行の上演では省略される。
その頃八ツ橋は仲間の遊女と次郎左衛門の話をしていた。八ツ橋が「次郎左衛門にはお詫びをしたい」と思いつつもそのままになってしまった事を話すと、仲間の遊女は八ツ橋に謝罪の文を書くことを勧める。
そんなとき、次郎左衛門が登楼してきた旨の知らせを受ける。八ツ橋は次郎左衛門に謝るよい機会だとは思いつつ、栄之丞が謝罪の事を知ればまた苦労の種になるのではと心配する。

#### 仲之町立花屋の場
八ツ橋が次郎左衛門のもとへ現れると、次郎左衛門はこれまでどおり礼儀正しく振る舞い、過ぎたことは忘れ、八ツ橋とまた初会となって遊びたいという。そんな次郎左衛門を八ツ橋や皆が歓迎する。
すると次郎左衛門が八ツ橋と二人きりで内緒の話をしたいと言うので、みなが席を外す。
しかし八ツ橋と2人きりになった次郎左衛門は怒りをあらわにし、
「コレ八ツ橋、よくも先頃次郎左衛門に、おのれは恥をかかせたな」
と叫んで「籠釣瓶」を抜き、逃げる八ツ橋を斬り殺す。狂気した次郎左衛門は刀を燭台に透かし見て
「ハテ籠釣瓶はよく切れるなあ」
と笑う。

#### 同大門物取りの場
この場は現行の上演では省略される。
次郎左衛門は屋根から外に逃げ、権八と栄之丞を斬り殺し、捕り手に捕らえられて幕となる。

## 初演時の配役
- 佐野次郎左衛門・佐野次郎兵衛・高松安之進 - 初代市川左團次
- 八ツ橋 - 成駒屋四代目中村福助
  - 以後この役は成駒屋のお家芸の一つとして数えられるようになった。
- お清・治六・繁山栄之丞 - 五代目市川小團次
- 都筑武助 - 市川権十郎

## 当たり役
- 佐野次郎左衛門 - 初代中村吉右衛門
  - 縁切の場の「花魁、そりゃあ、ちっと、そでなかろうぜ」というセリフは語り草になった。
- 八ツ橋 - 六代目中村歌右衛門

## 解説・評価
- 地方の商人が都会の遊女に情事をもち破滅するというテーマは、師の「八幡祭小望月賑」（縮屋新助）を意識しているが、構成やまとまりは数段落ちる。一例として、六幕目につづく七幕目で八ツ橋に振られた次郎左衛門が故郷の兄の元に帰り、西国で武士に仕官することとなったと偽って財産を処分し妖刀を携えて江戸にもどり、八幕目の「殺し」となるが、あまりにも間が空きすぎている。三木竹二に「立腹も日を経れば薄らぐはずだ」と批判されたほどである。そんな欠陥を持ちながらも俳優に恵まれ今日でも上演されることが多い。
- 吉原の最高級遊女である花魁は、客との初対面の挨拶が終わると関係者を連れて遊郭の中を練り歩いて帰る。そのさい今日御贔屓の客が来ている他の茶屋に向かって挨拶する意味で微笑む。この際、挨拶された茶屋は祝儀を花魁に送るのが習わしとされ、花魁が挨拶する数が多いほど人気があり従って格が上がるとされる。「見染め」で八ツ橋が微笑むのはそのためで、次郎左衛門は自分にしたものを誤解するところから悲劇が始まるのである。
- 初演では、美男子の初代市川左團次が醜い容貌の主人公を演じるというのが趣向で、脚本でも茶屋の人々は次郎左衛門に好意を持って接している。初代左團次は八ツ橋殺しの朗々たる台詞と勇壮な立ち回りが好評であった。子の二代目左團次も父と同じやり方で演じ、縁切りの場も湿っぽくなくあっさりしたものであった。それを悲劇的に演じるようにしたのが初代中村吉右衛門で、今日の型となっている。
- 1960年、「籠釣瓶」がアメリカ公演の演目に選ばれた際、従来の次郎左衛門の八ツ橋殺しで幕では後味が悪く、外国の観客の理解を得られまいという意見が出て、松尾國三らが新しく次郎左衛門自害の場を設けることを決めた。だが、元GHQ高官でアメリカの歌舞伎愛好者フォービアン・バワーズの猛反対でこの案は立ち消えとなった。
- 2011年5月新橋演舞場で、二代目中村吉右衛門らによって発端の「戸田川原お清殺しの場」から大詰「立花屋大屋根捕物の場」まで6幕が通し上演された[7]。

## 関連作品
1960年、東映で『妖刀物語 花の吉原百人斬り』という題で映画化された。監督：内田吐夢、脚本：依田義賢。次郎左衛門を片岡千恵蔵、八ツ橋を水谷良重（のちの2代目水谷八重子）が演じた。好評を呼び、水谷は同年度のNHK映画賞最優秀助演女優賞を受賞した。
のち、新派でも取り上げられ、次郎左衛門を花柳章太郎が、八ツ橋を水谷が映画に続いて演じた。